# 小寺真理
小寺 真理（こてら まり、1991年〈平成3年〉8月31日 - ）は、日本の喜劇女優（吉本新喜劇座員）・お笑いタレントであり、アイドルグループ吉本坂46のメンバーである。大阪府高槻市出身。吉本興業大阪所属。

## 略歴

### 1991年
- 8月31日生まれ、大阪府高槻市出身。寿司屋を営む家庭の長女として産まれる（一人っ子）。

### 2009年
- 茨木西高校在学中に、生け花や着付けが学べるという母の薦めでNSC大阪校女性タレントコースに入学。実際は高校3年生の文化祭のために始めたメイドカフェでのアルバイトに行くためのカモフラージュに利用するためであった[2]。

### 2010年
- 2010年に女性タレントコース卒業後、卒業した4期5期生によって結成された吉本発ガールズユニット（当時）「つぼみ（現つぼみ大革命）」に参加。 ユニット内の旧チーム体制ではチームcuteに所属していた（リーダー）。
- 同じく元つぼみメンバーで女性タレントコース4期生の先輩である山口綾子と「りんごあめ」（2012年5月22日に「りんご飴」から改名）というコンビを組んでいた。

### 2014年
- 2014年3月10日更新分の「桜稲垣早希とつぼみの毎日開花宣言ブログ」及び自身のブログにて、同年3月30日に5upよしもと（現・よしもと漫才劇場）で行われた「つぼみ公演〜めざす夢〜」の出演を最後につぼみからの卒業、山口綾子との漫才コンビりんごあめの解散と2013年11月29日に行われた「吉本新喜劇金の卵7個目オーディション」に合格し同年4月より吉本新喜劇に入団する事を発表。同公演の終了をもってつぼみを卒業し、りんごあめを正式に解散した（相方の山口は就職のため芸能界引退）。解散については「お互いに今後の事を話し合って決めた事」とコメントしている。
- 4月1日、なんばグランド花月で行われた「吉本新喜劇新メンバーお披露目披露会見」にて新喜劇メンバーとしてデビュー[3]。
- 11月18日から24日までなんばグランド花月で上演された川畑泰史座長舞台「時をかけぬおっちゃん」にて舞台デビューし、その様子は同年12月6日放送分のよしもと新喜劇で放送された（新喜劇同期のいがわゆり蚊らと共演）。

### 2018年
- 5月10日、吉本坂46のオーディション対策を兼ね、動画配信サービスSHOWROOMにて配信を開始（初回のみアマチュア枠）。以後、同サイト内でのイベントで好成績を重ね、知名度を拡大していく[2]。
- 8月20日、吉本坂46第1期生オーディションを経て、同グループの創立メンバーに選出される[4]。
- 10月9日、デビューシングルの選抜メンバーとユニット4組をSHOWROOMの生配信で発表、ユニット1のメンバーに選出される[5]。
- 11月26日、ユニット1の正式名称が「RED」となり、同ユニットのデビュー曲が「君の唇を離さない」に決定。
- 12月7日、「君の唇を離さない」のMVが公開される[6]。
- 12月13日、コンラッド東京にて行われた「SHOWROOM AWARD 2018」にて特別賞～お笑い部門～を受賞。

### 2019年
- 1月10日、吉本坂46公式SHOWROOM配信にて、デビューシングルの各メンバージャケットの売り上げランキング中間発表があり1位を獲得（続く2回～最終5回の中間発表でも1位を維持）[7]。
- 1月28日発売の『ヤングマガジン』9号内ブレイキンガールのコーナーでグラビアデビュー[8]。
- 3月31日、京都みやこめっせにて行われた吉本坂46 1stシングル「泣かせてくれよ」発売記念スペシャルイベント内で発表された『行かせてくれよ』キャンペーンの最終結果発表にて、2位の池田直人に1,394枚の差をつけ1位を獲得。同キャンペーンで唯一の4,000枚台を売り上げ、初回中間発表から一度も順位を落とすことなく1位を堅持した[9]。
- 4月3日、吉本坂46公式HP内で2ndシングル「今夜はええやん」（5月8日発売予定）に収録されるRED歌唱曲「やる気のない愛をThank you!」において、池田直人と共にWセンターを務めることが発表された[10]。
- 10月25日より放送開始された関西テレビ・BSフジ共同製作のさらば青春の光森田哲矢主演作『猪又進と8人の喪女〜私の初めてもらってください〜』にて寺田綾子役で地上波連続ドラマ初のレギュラー出演を果たす。
- 11月19日、吉本坂46公式HP内でRED初の表題曲となる3rdシングル「不能ではいられない」（12月25日発売予定）において、前作に引き続き池田直人と共にWセンターを務めることが発表された。
- 12月20日、LAUGH & PEACE ART GALLERY OSAKAにて予てよりライフワーク的に行っていた自撮り写真を纏めたものと新作セルフポートレートを展示する写真展『小寺真理の黙ってなくても可愛い展』を開催（2019年12月20日～2020年1月6日）。

### 2020年
- 1月25日午後4時00分から5時15分に放送された『週末オトコ温泉同好会』に主人公の初恋の相手、東雲茜役で出演（テレビ大阪発テレビ東京系列全国6局ネット）。

### 2021年
- 土曜日朝６時からMBSラジオで放送中の生ワイド番組『かめばかむほど亀井希生です!』のスピンオフ番組として放送された『夜もかめばかむほど亀井希生です』がナイター休止期間限定でレギュラー化(12月3日~3月18日)単発放送と同様にMBSアナウンサーの亀井希生と小寺真理の二人体制で毎週金曜日20時から21時まで放送された。

- 12月11日から12月25日の期間で大阪松竹座にて開催された舞台『大阪環状線大正駅編~愛のエイサー プロポーズ大作戦~』に出演。

### 2022年
- 6月1日放送の『よしもと新喜劇NEXT〜小籔千豊には怒られたくない〜』にて吉本新喜劇座員もじゃ吉田が番組新企画として自身がWeb配信イベントで行った『小寺真理-1グランプリ』をプレゼンテーションした。内容としては吉本新喜劇の人気若手座員である小寺真理のことをどれだけ知っているか、愛しているかを小寺真理のファンを公言する座員によって競い合うというもの。プレゼンテーションは小籔千豊と見取り図の好評を受け見事採用。7月27日放送回で番組の正式な企画として『小寺真理-1グランプリ』を開催。小寺真理本人をゲストに迎え、川畑泰史、帯谷孝史、今別府直之、辰己智之、清水啓之の5人が出場し「小寺真理の全てウルトラクイズ」や吐息やカップ麺をすする音を聞いて小寺本人と小寺のモノマネをした森田まりこを見分ける競技などに挑戦し帯谷孝史が優勝。その特殊な内容と6月1日放送回の中で提案されたビジュアルがそのまま採用されたのも相まって各方面で賛否両論の話題となった。
- 6月29日より開催された吉本新喜劇座員総選挙に参加。7月27日のGM定例会見にて中間発表が行われ5位を獲得。8月31日に行われた結果発表で25345票を獲得し中間発表と同じく5位を獲得（女性座員としては最高位）
- 9月7日　ももをゲストに迎え単独イベント『月イチ こ・て・ら』を道頓堀ZAZA POCKET’Sにて開催
- 10月22日　今別府直之、清水啓之、もりすけ、多和田上人、ネイビーズアフロをゲストに迎え『月イチこ・て・ら』を開催
- 11月6日　セカンドシアター新喜劇にて清水啓之・小寺真理班として初めての新喜劇リーダー公演を行う。
- 同11月6日　黒帯をゲストに迎え『月イチこ・て・ら』を開催。
- 12月22日　川畑泰史、今別府直之、祇園、カベポスター永見をゲストに迎え『月イチこ・て・ら』を開催。

### 2023年
- 1月14日　アルミカンをゲストに迎え『月イチこ・て・ら』を女性限定で開催。
- 2月26日　フースーヤをゲストに迎え『月イチこ・て・ら～フースーヤとクッキングでチャーハンチャーハン～』を開催。
- 3月25日　Showroomのまいにち配信が1753日目を記録し連続配信を終了。
- 3月26日　今井らいぱち、ソマオ・ミートボール、レイチェル、山田花子、ドーナツ・ピーナツをゲストに迎え『月イチこ・て・ら～ギャグ勉強ライブ～』を開催。

## 人物

### 性格
- 性格は真面目で優しく良く気がまわる根っからの大阪人気質で世話好きである。また、しっかり者のように見えてどんくさい面も多く、時としてそれが奇跡的な展開を生むこともある。
- 仕事や趣味に一生懸命取り組むタイプではあるが、割りと飽き性で長く続くものは少ない。
- 独立心の強い性格だが、気を許せる相手には一人っ子らしい依存性を発揮する。
- ケアレスミスが多く、良く水を溢したり机の物を落としたりする。また非常に身の回りの物を無くしやすく、目上の先輩である川畑泰史や友人である有村藍里にわざわざ電車の切符などを無くすからと預かられる程である。
- つぼみ当時に自身のプロフィールでも宣言していた通り、萌えとツンデレを独自に研究しており、通っていた大学で師事していた教授は日本に2人しかいない「ツンデレ学の権威」でもあった。 また、端麗な容姿やつぼみ内での先輩・中心人物として時にドライなまでにストイックな姿からツン扱いされることが多い反面、純粋で小心者でもあり、家庭的で料理も出来[11]、「気配りができ他人には尽くすタイプだが、自分のことはおろそかにする」[12]と「りんごあめ」時代の相方だった山口綾子も語るとおり、プライベートでは「ツンというよりデレ」である。
- 新喜劇やTVで見せる経験豊富で強めな印象とは裏腹に平時は男性に対する耐性が低く、どちらかというと苦手でオドオドしたり人見知りが激しくなってしまう一面を持っており、山口は「美容室で男の美容師に担当してもらった時にはガチガチになっていた」と小寺のシャイでピュアな性格を語っている。本人も、オタク以外の男子とは何を話していいのかわからなくなる[12]と話しているが、二次元（ゲーム）の世界ではまったく逆（ツン）で積極的になる。

### 趣味・嗜好
- 主な趣味は掃除と読書とSHOWROOM[2]。
- 好きなアニメ・漫画は、視聴者の萌え心を刺激するような所謂「萌えアニメ」から、『攻殻機動隊』『ブラックラグーン』『ヨルムンガンド』『サイコパス』『ジョジョの奇妙な冒険』『北斗の拳』『カイジ』などといった社会派ドラマやハードなアクションが物語の中心となるものまで、年代・ジャンルを問わず多岐にわたる[13]。
- 映画鑑賞も好きで(自宅での鑑賞が中心)好きな俳優にロバート・デ・ニーロを挙げている。
- 好きなゲームは『真・女神転生』『ポケットモンスター』。好きなポケモンはトゲチック。
- 好きな食べ物は白米、味噌汁、梅入りのおにぎり、チーズ（カビ系）、コーヒー、カオマンガイ、チキン南蛮、みかん(特に真穴みかん)、チュッパチャプスストロベリークリーム、やんやんつけボー。
- 好きな花はダリア。
- 好きな色は白・黒・グレー・ベージュ・ピンク。
- 好きなアーティストはレディー・ガガ、ブリトニー・スピアーズ、エイバ・マックス。
- 折り紙・パズルなど、手先の器用さや緻密さが要求される作業や暗算を苦手としている[12]。
- 読書の嗜好に関してはグロテスクで救いの無い話の本を好んで選ぶ傾向にあったが、現在はミステリー小説を中心に幅広いジャンルを好む。

### 仕事関係
- よしもと新喜劇では、川畑泰史座長公演に出演することが多く、入団当初は辻本茂雄座長公演にも出演することが多かった。「可愛すぎる新喜劇女優」と言わしめる端正なルックスにも関わらず『マドンナ役』を演じる事はほぼ皆無で、当初は他の若手と共に序盤のみの登場であった。後に辻本座長公演時に舞台中盤か終盤（舞台上の構成次第では序盤で行われていることが希に見られる）でヤクザの愛人及び共演者の浮気相手等、主に社会的に問題のある役柄で登場することが多く見られるようになっている。その際に何かのきっかけで奇声を上げながらぶりっ子のような動作を延々と行い、暫くして堪忍袋の緒が切れた辻本に威嚇用の空砲を乱射されるのがお約束になっていた。現在では幅広い役柄で舞台の全般に渡って活躍している。
- 「オタク」「メイド」といったサブカル系キーワードの話を得意としており、所謂オタク系タレントの側面も持っている。
- 高校の文化祭でメイドカフェをやったことをきっかけに大阪の日本橋にあるメイドカフェ「CCOちゃ」で働いており（2018年6月13日時点）、芸能の仕事内でも「萌え萌えパワー注入♪」「あなたのハートをパックンチョ♪」などの定番的台詞をネタにしていた[14]。
- コンビで行っていた漫才やコントは、ネタ作りをしていた小寺個人の趣味嗜好を元にメイドカフェのメイドを使ったネタ、漫画やアニメが好きな小寺とそれを理解できない（しない）山口とのギャップを描いたネタが中心なっており、「メイド」「オタク」をテーマとしたコントや漫才が彼女の代名詞となっていた。NSC女性タレントコース入学当時は、自分が漫才をするとは思っていなかったと言う[15]。

### チャッソアイ
- やなぎ浩二の発案でユニット『怪盗チャッソアイ』を結成。
- 2022年3月26日に毎日放送で放送された『よしもと新喜劇 春休み2時間SP』にチャッソアイとしてメディア初登場。（この時は酒井藍、岡田直子、と3人で出演）
- 5月14日に放送された「よしもと新喜劇」の2時間SP内で、「名探偵すち子と新喜劇オールスターズ 解決！なんでも探偵事務所」と題したロケ企画にチャッソアイ再度出演。この時から酒井藍、重谷ほたる、小寺真理というメンバー構成になる。
- 8月26日毎日放送1階・ちゃぷらステージにてチャッソアイメンバーに加え服部ひで子、森田まりこ、岡田直子）からなるユニット爆乳三姉妹とのイベント『チャッソアイ VS 爆乳三姉妹〜2022夏の陣〜』が開催された。
- 登場時に『あなたのハートを頂きます。チャッソアイ！長女ほたるチャッソ！次女まりチャッソ！三女あいチャッソ！』という口上を述べて登場する。

### メイド服
- メイドのコスプレは、小寺がタレント活動をする際のトレードマークになっており、メイド服をまとった姿はアニメやゲームなどのサブカル分野への造詣の深さと相まって、彼女のアイコンとなっている。所属グループで共通指定の衣装がある場合や特定のラジオ出演などを除き、観客の目に触れるような舞台や映像に出演する際は、特別な理由がない限りほとんどの場面でメイド服を着用していたが、次第に私服や口上師の衣装等の比率も高くなり、つぼみ卒業前後と新喜劇加入以降はアルバイト先のメイド喫茶を除き、公の場での着用は見られなかった。
その後、2015年2月10日から16日までなんばグランド花月にて上演された辻本茂雄座長舞台「茂造の、メイド喫茶で萌え〜!」にて久々に公の場でメイド服姿を披露。現在でも勝負服として折に触れてメイド服を着用している。その後着用機会も少なくなっていたが吉本坂46に加入後は握手会などで着用することが増えてきている。

### 交友関係
- グラビアアイドルの有村藍里（有村架純の実姉）やシモカワチャンネルのYouTuberシモこと竹下絵莉と舞台で共演して以降仲良くなり、プライベートで交流がある様子が双方のSNSでたびたび取り上げられている[注 1]。
- 吉本新喜劇での舞台共演以来、山田花子と親交を深め、先輩座員ながら『花ちゃん』と呼び常に連絡を取り合う仲となる。

### その他
- 大丸京都店うふふガールズブログにてモデルをやっていた[16]。
- 「ヴァニラ」という名の犬に加えて、「おはな先輩」「ルプルプ」という名のハムスター、「まりあんぬ」と「せばすちゃん」という名のベタを含む複数匹飼っている。それ以外にも多数の観葉植物を育てている。

## エピソード

### 「まりこりん」と「〜こりん」
自身のニックネーム「まりこりん」に倣って、ブログやTwitter、出演番組や舞台等では「〜こりん」という造語が本人・ファン・出演者等によりつくられ、お決まりの言葉遊びとなっている（例：お母さん「ママ」+「〜こりん」=「ママこりん」、お父さん「パパ」+「〜こりん」=「パパこりん」等）。
特に、過去に出演していたニコニコ生放送内では、視聴者が番組に対してコメント出来る機能を利用して、番組内のハプニングや状況に対して即興で「〜こりん」というコメントが頻繁に書き込まれていた。

### その他
小寺の母は躾に厳しく、「ままこりんの閻魔帳」と呼ばれるノートに記録した1年間の悪事を見ながら、大晦日に長時間説教されるのが毎年の慣例行事となっていた（ただし、2010年の大晦日は志摩スペイン村のカウントダウンイベントに出演していたため母と接していない）。大切にしていたフィギュアを母に勝手に捨てられたことがきっかけでケンカをしたり、 押入れの中の物（いわゆるオタクグッズ）を見て「アンタの趣味うたがうわ」と冷やかされたことに対して腹を立てたり、些細なことで衝突してしまうこともあるが、良い親子関係を保っている。

## 出演

### テレビ
現在
- よしもと新喜劇（毎日放送） - 不定期出演
- よしもと新喜劇NEXT（毎日放送）- 不定期出演

過去
- アニメ&特撮大好き! O・BA・MA（2010年6月 – 11月、Music Japan TV）- 特捜指令!O・BA・BA
- アニメ・ナビu（2011年4月4日、サンテレビ） - 強力アシスタント
- ロケみつ フライデー（毎日放送） - 不定期出演
- バリバラ〜障害者情報バラエティー〜 バリバラスケッチコメディー（Eテレ）- 社員コテラ役
- 吉本坂46が売れるまでの全記録（テレビ東京）- 不定期出演
- バラエティー生活笑百科（NHK）- 秘書代行として不定期出演。

### ラジオ
過去
- とびだしNSC（YES-fm）
- ランディーズ高井と清水けんじのヨシモト＊chatterbox!木曜日（YES-fm） - アシスタント [21]
- 天竺鼠のヨシモト＊chatterbox!（YES-fm） - 水曜日アシスタント [21]
- ラジオ大阪OBC 今いくよくるよ 矢野・兵動のむっちゃ元気スーパー!（ラジオ大阪） - 火曜日アシスタント
- ラジニュー木曜日（YES-fm）

### インターネット動画
現在
- SHOWROOM

過去
- つぼみのニコニコランド!（ニコニコ動画） - 金曜日MC
- もっと! 桜 稲垣早希（ニコニコ動画） - 不定期出演
- 京橋ツイッターボックス!（2011年4月10日、Ustream） - 京橋花月の舞台とその裏で同時進行のUstream配信の2本立てイベント
- ざわざわレボリュージョン（ニコニコ動画） - 不定期出演・新喜劇の先輩である岡田直子とアルバイト先のメイド喫茶店長との共演

### SHOWROOM内イベント
- 渋谷駅特大看板掲載権オーディション!!（1位）
- よしもとニュースセンターインタビュー記事掲載権獲得オーディション（1位）
- TOKYO FM「SHOWROOM主義」アシスタントMC決定戦！A部門（1位）
- 青春高校『3年C組』地上波生CM出演オーディション（1位）
- 【よしもと芸人限定】「京都国際映画祭」参加権 獲得オーディションA部門（1位）
- 【大阪よしもと限定】なんば駅特大看板掲載オーディションA部門（1位）
- SHOWROOM AWARD 2018 - 特別賞～お笑い部門～

### テレビドラマ
- 猪又進と8人の喪女〜私の初めてもらってください〜（2019年10月 - 、関西テレビ/2020年1月 - 、BSフジ） - 寺田綾子 役[22]
- 週末オトコ温泉同行会～温泉オタクと元ヤンの青春温泉物語～（2020年1月25日、テレビ大阪） - 東雲茜 役[23]

### 舞台

#### りんごあめ単独公演
- 「りんごあめ初ソロライブ 〜べ、別にアンタに来てほしいわけじゃないんだからね〜」（2012年5月22日、日本橋 Bar Guild）
- 「りんごあめソロライブ 〜ででで、、、でも来てくれたらうれしいな〜」（2012年5月22日、日本橋 Bar Guild）
- 「りんごあめもおかげさまで3周年・・・ということでネタ祭り」（2012年8月21日、Love Com Theater）
- 「まりこりんもおかげさまで21歳・・・ということで生誕祭」（2012年8月21日、Love Com Theater）
- 「りんごあめソロライブ3　〜今夜はParty Nightなんだから!（ぐっさんの誕生日会もあるかもね？）〜」（2012年11月18日、HEP HALL）他

#### つぼみメンバーとして
- 「つぼみの開花宣言!!vol.1 〜はじめましてつぼみです。 桜の稲垣早希さんも応援に来てくれました。〜」（2009年11月22日、ヨシモト∞ホール大阪）
- 「つぼみの開花宣言!!vol.2 〜新年一回目のつぼみです。vol.2ができるのは皆さんのおかげです。〜」（2010年1月31日、ヨシモト∞ホール大阪）
- 「つぼみの開花宣言!!vol.3 〜つぼみと一緒にお花見しませんか♪〜」（2010年3月28日、ヨシモト∞ホール大阪）
- 「つぼみの開花宣言!!vol.4 〜新しいつぼみです。みんなの顔と名前を覚えてくださいね。〜」（2010年6月20日、ヨシモト∞ホール大阪）
- 「つぼみの開花宣言!!vol.5 〜京橋花月で夏祭り! みんなで来てくださいね。〜」（2010年8月21日、京橋花月）
- 「つぼみの開花宣言!!vol.6 〜京橋花月で学園祭! みんなでもりあがりましょうね。〜」（2010年11月23日、京橋花月）
- 「つぼみの開花宣言!!vol.7 〜ABCホールでバレンタイン！みんなで楽しみましょうね。〜」（2011年2月20日、ABCホール）
- 「つぼみの開花宣言!!vol.8 〜つぼみと一緒にお花見しませんか♪〜」（2011年4月16日、京橋花月）
- 「つぼみの開花宣言!!vol.9 〜京橋花月で夏祭り! みんなで盛り上がりましょうね。〜」（2011年7月30日、京橋花月）
- 「つぼみの開花宣言!!vol.10 〜京橋花月で文化祭! みんなで遊びに来てくださいね。〜」（2011年10月22日、京橋花月）
- 「つぼみの開花宣言!!vol.11 〜大丸心斎橋劇場でつぼみLOVE LOVEバレンタイン。〜」（2012年2月11日、大丸心斎橋劇場）
- 「つぼみの開花宣言!!vol.12 〜GWスペシャル! OBP円形ホールで一月遅れの新学期。〜」（2012年5月5日、大阪ビジネスパーク円形ホール）
- 「つぼみの開花宣言!!vol.13 〜開花寸前スペシャル〜」（2012年10月8日、OBP円形ホール）
- 「つぼみ博覧会!!vol.1」（2010年9月23日、in→dependent theatre）
- 「つぼみ博覧会!!vol.2 〜クリスマススペシャル〜」（2010年12月23日、ヨシモト∞ホール大阪）
- 「つぼみ博覧会!!vol.3」（2011年5月29日、ヨシモト∞ホール大阪）
- 「つぼみ博覧会!!vol.4」（2011年9月10日、京橋花月）
- 「つぼみ博覧会!!vol.5」（2011年12月25日、大丸心斎橋劇場）
- 「つぼみ博覧会!!vol.6 〜大丸心斎橋劇場で浴衣祭! ひと夏の思い出つくりましょう。〜」（2012年7月15日、大丸心斎橋劇場）
- 「よしもとガールズウォーカー 〜つぼみのお笑い徹底紹介!!〜」（2011年6月19日、ヨシモト∞ホール大阪）
- 「よしもとガールズウォーカーVol.2 〜つぼみのお笑い徹底紹介!!〜」（2011年8月14日、ヨシモト∞ホール大阪）
- 「よしもとガールズウォーカーVol.3　〜つぼみのお笑い徹底紹介!!〜」（2011年11月23日、大丸心斎橋劇場）
- 「よしもとガールズウォーカーVol.4　〜つぼみのお笑い徹底紹介!!〜」（2012年3月17日、in→dependent theatre 2nd）
- 「つぼみ演劇祭!!」（2011年7月10日、ヨシモト∞ホール大阪）
- 「つぼみ演劇祭vol.2」（2012年6月10日、in→dependent theater 2nd）
- 「キンチャク卒業式 〜つぼみからたくさんのありがとう〜」（2012年3月17日、in→dependent theatre 2nd）他

#### その他
- 「伊賀流 第二巻」（2010年4月24日、ヨシモト∞ホール大阪）
- 「Magic Spell マジスペ! 〜魔法の呪文ありますか?〜」（2010年7月22日 – 7月25日、京橋花月）
- 「テンダラー白川・ランディーズ高井・ひまりのミュージックアワー〜音人〜」（2010年12月30日、BIG CAT）
- 「パイセン∞〜今回は歌いません〜」（2011年2月26日、ヨシモト∞ホール大阪）
- 「ポケットミュージカルス アンダーパーン」（2011年5月3日 – 8日、京橋花月）
- 「京橋パイセンフレンドパーク」（2011年5月25日、京橋花月）
- 「パイセン∞〜歌はさることながら、、、さぁ、どうする!?〜」（2011年6月18日、ヨシモト∞ホール大阪）
- 「見ないと損する!? 芸人テンコ盛り祭りin京橋花月」（2011年6月22日、京橋花月）
- 「森田展義アワー みんなのしんきげきvol.2」（2011年6月26日、京橋花月）
- 「久馬歩編集 月刊コント 6月号」（2011年6月27日、品川よしもとプリンスシアター）
- 「爆笑! いそべのゲームワールド01」（2011年7月20日、なんばグランド花月）
- 「吉本・大見本市」（2011年7月26日、なんばグランド花月）
- 「5UPパイセンフレンドパーク」（2011年8月17日、5UPよしもと）他
- アリスインプロジェクト「魔銃ドナーKIX」 – 坂上桜子 役[24]
  - 大阪公演（2015年11月18日 – 22日、インディペンデントシアター2nd）
  - 和歌山公演（2015年11月28日 – 29日、Fun×Fam劇場）
- 入院王～あんなに可愛かったミナミさん～（2019年7月5日～7日、恵比寿・エコー劇場）

## 作品

### シングル
吉本坂46
- 君の唇を離さない（2018年12月26日、SRCL-11022） - EAN 4547366384611（「RED」名義）
- やる気のない愛をThank you!（2019年5月8日、SRCL-11150/1） - EAN 4547366402902（「RED」名義）
- 不能ではいられない（2019年12月25日、SRCL-11367） - EAN 4547366431728（「RED」名義）

### 映像作品
つぼみ
- つぼみの開花宣言!! 〜はじめてのDVDガンバリました!〜（2011年2月9日） - EAN 4571366482220